# Elastic Rock
Elastic Rock es el álbum debut de la banda británica de jazz fusión, Nucleus. Fue grabado en enero de 1970, siendo un trabajo pionero en el género del jazz fusión. El líder de la banda, Ian Carr fue inspirado probablemente por el “período eléctrico” de Miles Davis en 1969, pero el álbum Bitches Brew no se había publicado en el tiempo que Elastic Rock fue grabado, y de acuerdo a Carr, ellos ni siquiera habían escuchado a la influencia de rock menos eléctrica de Davis, In a Silent Way.
En 1970, el grupo presentó las composiciones del álbum en el Festival de Jazz de Montreux, ganando el primer lugar. Posteriormente, ellos interpretaron en el Festival de Jazz de Newport y en el club de Jazz Village Gate.

## Lista de canciones
Todas las canciones compuestas por Karl Jenkins, excepto donde está anotado. 

| Lado uno |                                 |                            |          |  |
| N.º      | Título                          | Escritor(es)               | Duración |  |
| 1.       | «1916»                          |                            | 1:10     |  |
| 2.       | «Elastic Rock»                  |                            | 4:05     |  |
| 3.       | «Striation»                     | Jeff Clyne, Chris Spedding | 2:15     |  |
| 4.       | «Taranaki»                      | Brian Smith                | 1:35     |  |
| 5.       | «Twisted Track»                 | Spedding                   | 5:18     |  |
| 6.       | «Crude Blues (Pt. 1)»           | Jenkins, Ian Carr          | 0:54     |  |
| 7.       | «Crude Blues (Pt. 2)»           | Carr                       | 2:34     |  |
| 8.       | «1916 – The Battle of Boogaloo» |                            | 3:06     |  |

| Lado dos |                                                                  |                                               |          |  |
| N.º      | Título                                                           | Escritor(es)                                  | Duración |  |
| 1.       | «Torrid Zone»                                                    |                                               | 8:40     |  |
| 2.       | «Stonescape»                                                     |                                               | 2:39     |  |
| 3.       | «Earth Mother»                                                   | Jenkins, Carr, John Marshall, Clyne, Spedding | 5:14     |  |
| 4.       | «Speaking for Myself, Personally, in My Own Opinion, I Think...» | Marshall                                      | 1:31     |  |
| 5.       | «Persephone's Jive»                                              | Carr                                          | 2:14     |  |

## Créditos
- Karl Jenkins – oboe, saxofón barítono, piano eléctrico, piano
- Ian Carr – trompeta, fliscorno
- Brian Smith – saxofón tenor, saxofón soprano, flauta
- Chris Spedding – guitarra acústica, guitarra eléctrica
- Jeff Clyne – contrabajo, guitarra bajo
- John Marshall – batería, percusión